# Aenictus nuchiti
Aenictus nuchiti es una especie de hormiga guerrera del género Aenictus, familia Formicidae. Fue descrita científicamente por Jaitrong & Ruangsittichai en 2018.
Se distribuye por Tailandia. Habita en el bosque seco de dipterocarpáceas.